# Zapytaj.onet.pl
Zapytaj.onet.pl – polski serwis społecznościowy typu Q&A (Questions & Answers) z pytaniami i odpowiedziami, służący podobnie jak anglojęzyczny pierwowzór – Yahoo! Answers – do wzajemnej pomocy i wymiany wiedzy między zarejestrowanymi użytkownikami.
Uruchomiony 1 sierpnia 2006 przez firmę Dige, skupia obecnie ponad 7,8 mln realnych użytkowników. W lutym 2010 roku liczba pytań wynosiła ponad 2 miliony, a liczba udzielonych odpowiedzi przekroczyła 30 milionów. W grudniu 2010 roku serwis stał się częścią Onet.pl i jest obecnie dostępny pod adresem zapytaj.onet.pl – poprzednia domena (zapytaj.com.pl) wciąż pozwala na dostęp do serwisu.
Obecnie jest to portal typu Q&A z największą liczbą pytań w Polsce – ponad 21 mln (w tej liczbie zawarte są pytania, sondy oraz ankiety) i odpowiedzi – ponad 284 mln. Liczba zarejestrowanych na portalu osób wynosi ponad 3,5 mln. Z badań przeprowadzonych przez Grupę Onet wynika, że z serwisu korzysta 19% osób w wieku 7-14, 20% w wieku 15–19, 24% w wieku 20–29, 18% w wieku 30–39 i 19% w wieku 40+. Największa aktywność użytkowników obserwowana jest między godzinami 17 a 21. Dniem, w którym panuje największy ruch jest niedziela, a miesiącami o największej częstotliwości odwiedzin są grudzień i styczeń. 

## Opis serwisu

### Strona główna
Strona główna serwisu składa się z: menu, wyszukiwarki, pola służącego do zadawania pytań, trzech najpopularniejszych zapytań, reklam, panelu kategorii, klubów, popularnych tagów oraz statystyki. Największą jej część stanowią nowe pytania, których wraz z rozwijaniem strony w dół pojawia się coraz więcej.

### Charakterystyka i główne funkcjonalności
Do pełnego korzystania z serwisu niezbędne jest założenie konta. Po dokonaniu rejestracji użytkownik może zadawać własne pytania, jak i udzielać odpowiedzi na pytania zadane przez innych użytkowników.
Pytania zadawane w serwisie dzielą się na kilka typów. Są to:
- pytania tekstowe,
- sondy z odpowiedziami na tak/nie,
- ankiety z wieloma, ograniczonymi z góry, odpowiedziami,
- zadania domowe,
- konkursy,
- poradniki,
- quizy,
- brać udział w pojedynkach (z danej kategorii).

Do każdego pytania można dołączyć dodatkowy link lub wideo oraz zdjęcia.
Pytanie uznaje się za zamknięte z chwilą przyznania przez autora Najlepszej Odpowiedzi, jednakże na takowe pytanie wciąż można udzielać odpowiedzi.

### Rejestracja
Według twórców serwisu rejestracja powinna zająć jedynie 15 sekund. Po naciśnięciu przycisku "Zarejestruj" użytkownik zostaje przekierowany do formularza zgłoszeniowego, w którym należy: podać e-mail, nick i hasło, dokonać procesu weryfikacji poprzez przepisanie kodu z obrazka. Następnie trzeba zaznaczyć, że zapoznano się z regulaminem i akceptacje jego treści. Osoba rejestrująca się dostaje na podany adres e-mail link aktywacyjny kończący proces rejestracji. Za poprawne założenie konta użytkownik otrzymuje 100 pkt.
Po zakończeniu czynności związanych z zakładaniem konta można przystąpić do procesu zadawania pytań oraz udzielania odpowiedzi.

### Profil użytkownika
Podobnie jak ma to miejsce w przypadku znacznej większości serwisów społecznościowych, każdy zarejestrowany użytkownik posiada własny profil o własnej, unikalnej nazwie. Profil może być modyfikowany poprzez standardową edycję danych użytkownika, jak i poprzez umieszczanie na stronę profilu zewnętrznych widget’ów (należy dodać, że z powodów bezpieczeństwa wyłączono na nowych kontach założonych od sierpnia 2013 obsługę dodatków zbudowanych na podstawie JavaScript). Użytkownicy mają możliwość dodawania komentarzy (w przypadku własnego profilu również do ich usuwania), zapraszania innych członków społeczności portalu do własnej sieci znajomych oraz wysyłania do nich prywatnych wiadomości.
W dniu 23 stycznia 2014 na profilach na stałe zagościła nowa szata graficzna, pojawił się również autorski dodatek do odtwarzania muzyki po wejściu na profil, materiał multimedialny jest wykorzystywany z serwisu YouTube.

### Punktacja
W serwisie obowiązuje punktacja. Punkty pokazują doświadczenie danego użytkownika. Mogą oznaczać poziom zaufania do osoby odpowiadającej na pytania, pokazują osoby, które najbardziej zasłużyły się dla społeczności Zapytaj.onet.pl
| Akcja                                                                       | Liczba punktów |
| --------------------------------------------------------------------------- | -------------- |
| Rejestracja w Zapytaj.onet.pl                                               | 100            |
| Zadanie pytania (min. 3. poziom)                                            | 0              |
| Zadanie pytania                                                             | –5             |
| Udzielenie odpowiedzi na pytanie innego użytkownika                         | 2              |
| Udzielenie odpowiedzi na ankietę i sondę                                    | 1              |
| Zalogowanie się (liczone raz dziennie)                                      | 1              |
| Otrzymanie Najlepszej Odpowiedzi                                            | 10             |
| Wybranie Najlepszej Odpowiedzi                                              | 2              |
| Usunięcie pytania                                                           | –10            |
| Zrobienie quizu (gdy zostanie zaakceptowany)                                | 25, 50 lub 75  |
| Pierwsze rozwiązanie quizu (zależy od liczby pytań i poprawnych odpowiedzi) | 0–15           |
| Utworzenie poradnika (gdy zostanie zaakceptowany)                           | 50             |
| Utworzenie zabawy quizowej (gdy zostanie zaakceptowana)                     | 50             |
| Rozwiązanie zabawy quizowej                                                 | 10             |

W zależności od liczby posiadanych punktów użytkownicy przechodzą na kolejne „poziomy wtajemniczenia”. Poziomy reprezentowane są przez odpowiednią liczbę gwiazdek na profilu użytkownika.
| Poziom               | Wymagana liczba punktów |
| -------------------- | ----------------------- |
| Poziom 1.✮           | 100                     |
| Poziom 2.✮✮          | 250                     |
| Poziom 3.✮✮✮         | 600                     |
| Poziom 4.✮✮✮✮        | 2000                    |
| Poziom 5.✮✮✮✮✮       | 7000                    |
| Poziom 6.✮✮✮✮✮✮      | 20 000                  |
| Poziom 7.✮✮✮✮✮✮✮     | 120 000                 |
| Poziom 8.✮✮✮✮✮✮✮✮    | 250 000                 |
| Poziom 9.✮✮✮✮✮✮✮✮✮   | 400 000                 |
| Poziom 10.✮✮✮✮✮✮✮✮✮✮ | 1 000 000               |

### Top 100
Top 100 to lista najbardziej zasłużonych społeczności osób. Obecnie ranking podzielony jest na kilka pomniejszych list:
- Tygodniowy ranking punktowy (lista użytkowników o największej liczbie uzyskanych punktów w przeciągu tygodnia)
- Ranking punktowy (lista użytkowników o największej liczbie punktów)
- Ranking najlepszych odpowiedzi (lista użytkowników o największej liczbie najlepszych odpowiedzi)
- Ranking ekspertów (lista użytkowników o największej liczba kategorii w których dany użytkownik jest "ekspertem")
- Ranking pisarzy poradników – Top 10 (lista użytkowników, którzy napisali najwięcej poradników lub ściąg – też są liczone jak poradnik)

Lista Top 100 odświeżana jest raz na 24 godziny (wyjątkiem jest Tygodniowy ranking punktowy).

### Kluby
W lutym 2010 w serwisie wprowadzone zostały całkowicie przebudowane Kluby Zapytaj, funkcjonalnie będące dotychczas niczym więcej, jak zwykłymi profilami użytkowników wyróżnianymi na stronie głównej serwisu. W chwili obecnej funkcjonalność Klubów umożliwia użytkownikom samodzielne tworzenie oraz edycję tematycznych miniserwisów Zapytaj. Dostępne są one pod krótkimi adresami i posiadają dodatkowe możliwości personalizacji wyglądu za pomocą skórek.
W lipcu 2014 w serwisie odświeżono szatę klubów (przypomina Fanpage Facebooka), pojawiła się możliwość moderowania przyjmowanych członków do klubów, przejmowania klubu przez innego usera, pojawiło się również ograniczenie do osób odpowiadających na pytania klubowe (mogą to wykonać tylko członkowie klubów). Pod koniec sierpnia trzy kluby zostaną wyróżnione za aktywność i otrzymają własny Shoutbox, gdzie właściciel klubu będzie moderatorem Shoutoboxa.

## Historia
Jak w przypadku wszystkich serwisów Q&A, pierwowzoru należy upatrywać w anglojęzycznym serwisie Yahoo! Answers. W chwili powstania w 2006 roku Zapytaj.com.pl był drugim, po Pytamy.pl polskojęzycznym serwisem Q&A.
Funkcjonalność ograniczała się do zadawania pytań / udzielania odpowiedzi oraz tworzenia tzw. sieci przyjaciół.
W 2007 roku uruchomiony został shoutbox (mini czat), pojawił się także nowy typ pytań (Zadania Domowe) oraz wprowadzone zostały funkcjonalności związane z ocenianiem treści.
Na początku 2010 przebudowano od podstaw istniejący dotychczas mechanizm Klubów, umożliwiając tworzenie własnych, tematycznych mini-serwisów Zapytaj.
W 2013 przebudowano layout serwisu z okresem beta testów, podobnie wprowadzono w tym samym roku nowy wygląd profilów z możliwością przełączania się między starszą i nowszą wersją do dnia 23 stycznia 2014.
W lipcu 2014 wprowadzono nową odsłonę klubów. W sierpniu 2014 przebudowano Shoutbox i wykorzystano do tego silnik Socket.IO.
W marcu 2015 zmieniono Layout na nowy turkusowo-łososiowy oraz dodano zabawy quizowe (podobne do psychotestów), jako rozszerzenie formy istniejących już quizów z jedną poprawną odpowiedzią na pytanie.

## Kontrowersje
Obecny w serwisie system ocen i punktacji jest krytykowany przez część użytkowników, twierdzących, iż promuje on zachowania spamerskie – przedkładając ilość nad jakość treści dodawanych przez użytkowników.
We wrześniu 2009 na Zapytaj wprowadzona została funkcja automatycznego wysyłania zadanych pytań na inne serwisy społecznościowe, m.in. Wykop.pl. Wzbudziło to spore kontrowersje wśród użytkowników Wykopu, obawiających się zasypania pytaniami o wątpliwym poziomie merytorycznym. Zorganizowana przez nich akcja, mająca na celu zablokowanie serwerów Zapytaj przez ich przeciążenie (tzw. Efekt Wykopu) nie powiodła się, jednak na skutek licznych protestów wspomniana funkcjonalność została ostatecznie wyłączona.
Wprowadzone z dniem 21 lipca 2011 roku "Badziki" (z angielskiego badges – odznaki, odznaczenia) nagradzające wielokrotną odpłatną zmianę nazwy użytkownika (zależnie od liczby przeprowadzonych zmian nazwy – 1/20/100 razy, są to kolejno: Incognito, Ninja oraz Świadek Koronny) spotkały się z dezaprobatą części społeczności portalu z uwagi na konieczność poniesienia kosztów związanych z koniecznością uprzedniego wysłania wiadomości tekstowej typu Premium (opłata 2,46 zł).  

## Szczegóły techniczne
Serwis Zapytaj.com.pl zbudowany jest na platformie LAMP, na którą na wiosnę 2010 składało się pięć fizycznych serwerów. W kwietniu 2010 roku serwery wyświetliły prawie 200 milionów stron podczas 7,8 miliona wizyt użytkowników na stronie.
Na początku 2011 roku serwery zostały przeniesione do serwerowni ODC Onetu.

## Statystyki serwisu i popularność
Według badania Megapanel PBI/Gemius, w lutym 2010 roku serwis dołączył do 10 najczęściej odwiedzanych pozycji (samodzielnych serwisów i grup serwisów) sklasyfikowanych w kategorii tematycznej Społeczności.
Zgodnie z danymi Megapanel PBI/Gemius za marzec 2010 serwis odwiedziło 2,6 mln unikatowych użytkowników (Real Users), generując przy tym ponad 56 mln odsłon.
Wzrost liczby unikatowych użytkowników odwiedzających serwis rok do roku (2008/2009) wyniósł ponad 374%.
Liczba założonych kont (część z nich jest nieaktywna lub zablokowana).
- Pierwszy milion użytkowników został osiągnięty 8 marca 2011 roku.
- Drugi milion użytkowników został osiągnięty 18 grudnia 2012 roku.
- Trzeci milion użytkowników został osiągnięty 5 marca 2015 roku.
- Czwarty milion użytkowników został osiągnięty w 2020 roku.